# Houtense Vlakte

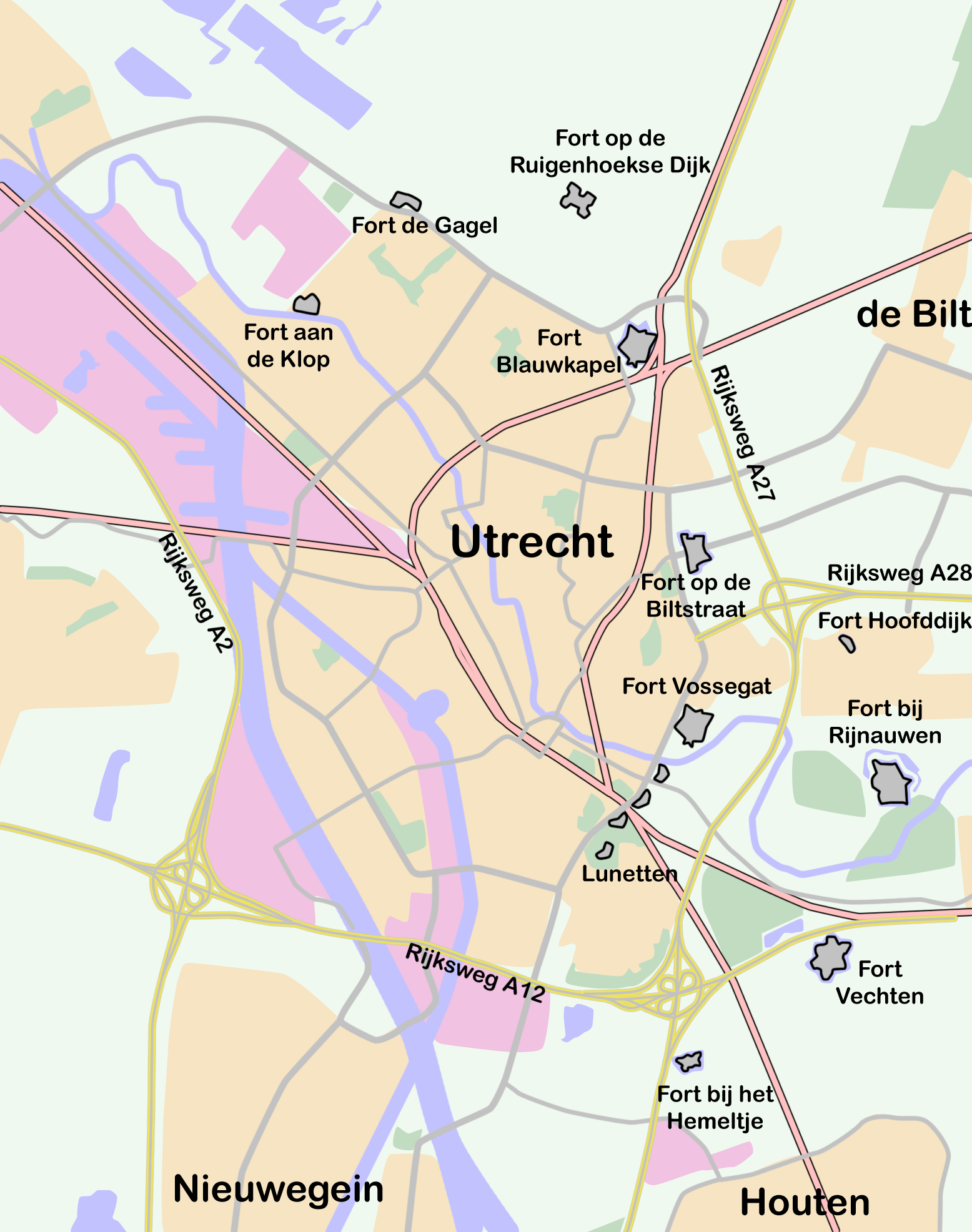
De Houtense Vlakte ten zuidoosten van het stadscentrum.

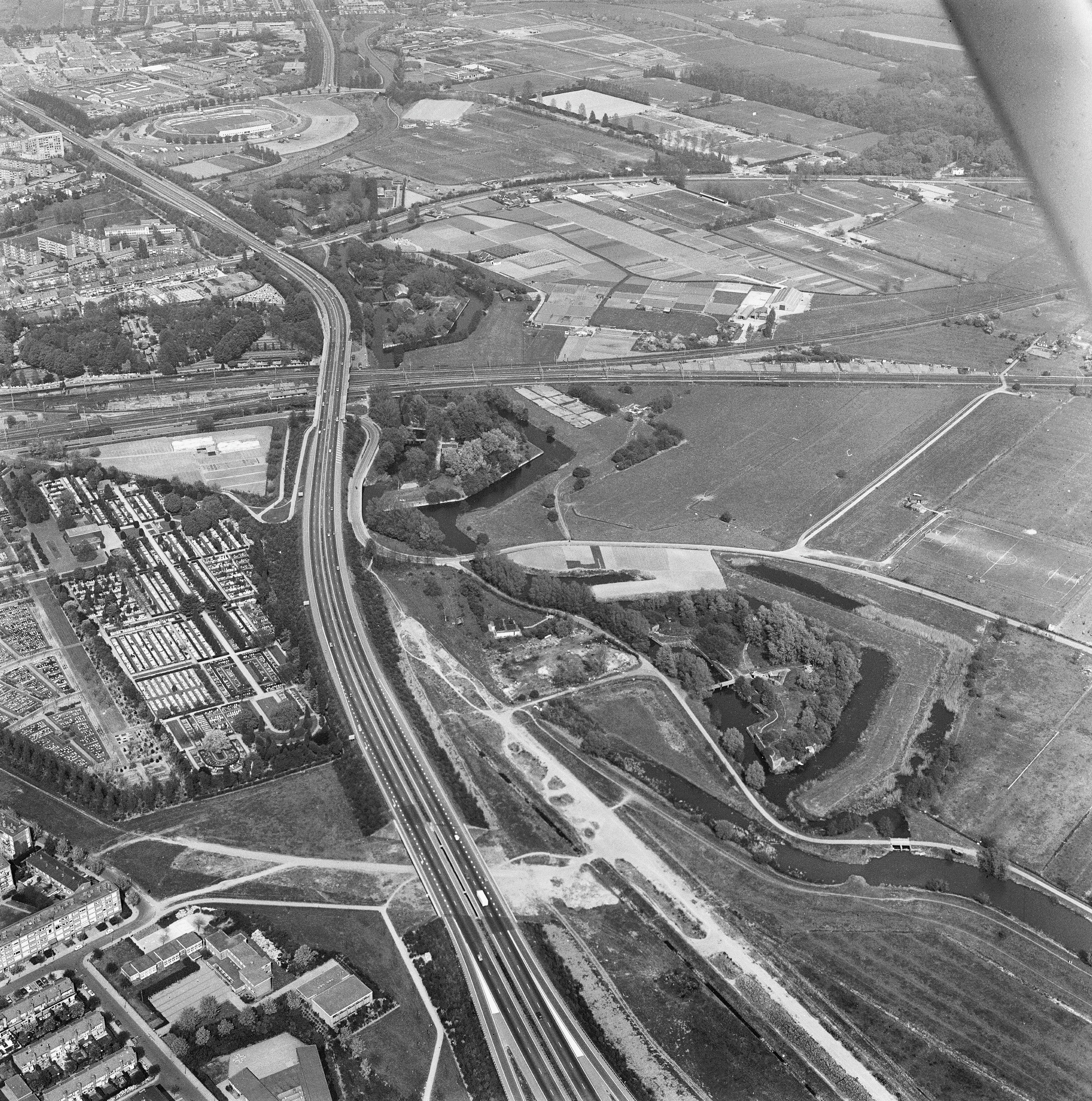
De vier lunetten vanuit de lucht en op de achtergrond Stadion Galgenwaard.

De Houtense Vlakte is een gebied ten oosten van de stad Utrecht, tussen De Uithof en Houten. Het wordt doorsneden door de Kromme Rijn.
De Houtense Vlakte ligt in het gebied van de Nieuwe Hollandse Waterlinie. Maar doordat het gebied hoger ligt dan de omgeving kon het niet geïnundeerd worden. Hierdoor vormde de Houtense Vlakte een zwakke plek in de waterlinie. Ten behoeve van een effectieve verdediging zijn rond dit gebied dan ook veel forten gebouwd. Tussen 1822 en 1826 zijn de vier lunetten aangelegd ter afsluiting van het acces van de Houtense Vlakte.
In de jaren 1860 werd rond Utrecht een tweede kring van forten aangelegd. Deze verdedigingslinie lag verder van de stad omdat de reikwijdte van het geschut gedurende de 19e eeuw flink was toegenomen. Op de Houtense Vlakte verschenen toen ook twee nieuwe forten: Fort bij Rijnauwen en Fort bij Vechten.
Tijdens de Eerste Wereldoorlog zijn op de Houtense Vlakte grote hoeveelheden betonnen groepsschuilplaatsen gebouwd. Deze zijn vandaag de dag nog steeds in het landschap terug te vinden.